# Études islamiques
Les études islamiques désignent les études centrées autour du Coran, le livre sacré de l'islam. Elles regroupent les disciplines de la théologie, du droit islamique, de l'étude des exégèses des textes sacrés, et de l'histoire des traditions orientales. L'expression « sciences islamiques » est parfois traditionnellement utilisée pour désigner les études islamiques.
L'étude des textes sacrés à l'origine des traditions prophétiques et du droit islamique nécessite l'apprentissage de l'arabe littéraire ancien (arabe coranique), la langue morte dans laquelle ils sont écrits.
Dans la culture des pays musulmans, ces disciplines d'origine arabe et tournées vers le sacré se distinguent des sciences profanes souvent d'origine grecque. Les études islamiques sont enseignées dans de nombreuses universités, notamment l'université Al-Azhar au Caire en Égypte. Les oulémas sont des docteurs ès « sciences islamiques ».
Les facultés d'études islamiques enseignent généralement la charia, qui est le code éthique au fondement du droit islamique, la pratique du droit et de la jurisprudence islamique (en arabe fiqh), la connaissance des croyances et des traditions de culte de l'islam, la connaissance de l'histoire des pays musulmans ainsi que l'arabe coranique.

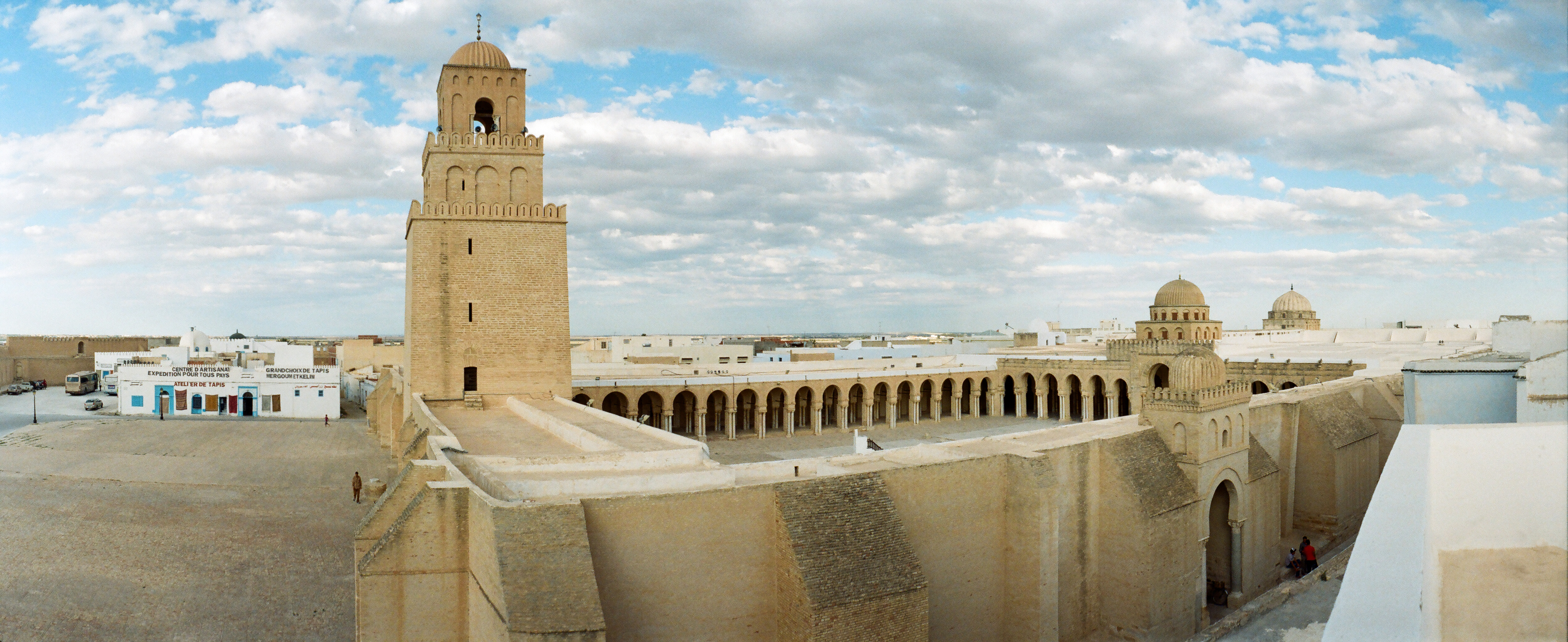
La grande mosquée de Kairouan, en Tunisie, était entre le IXe siècle et le XIe siècle un des plus grands centres d'enseignement des études islamiques.